# Palaš
Palaš – (1021 m n.p.m.), szczyt w południowej części Gór Bialskich. W całości leży na terytorium Czech. Poza małym obszarem porośnięty jest lasem iglastym w stopniu uniemożliwiającym obserwację okolicy.

## Turystyka
Na uwagę zasługuje fakt, że na sam szczyt prowadzi droga asfaltowa, która umożliwia zdobycie góry samochodem. Droga jest jednak wąska, a zimą może być nieprzejezdna.
Szczyt jest jednym z największych węzłów szlaków turystycznych w tej części Gór Bialskich. W niewielkiej odległości ok. 500 m znajduje się schronisko turystyczne i parking samochodowy. Po południowej stronie góry znajdują się wyciągi narciarskie.
- – szlak czerwony prowadzący ze Starégo Města do Ramzowej
- – szlak żółty prowadzący ze szczytu do Brannej
- – szlak zielony prowadzący ze szczytu do Starego Mesta

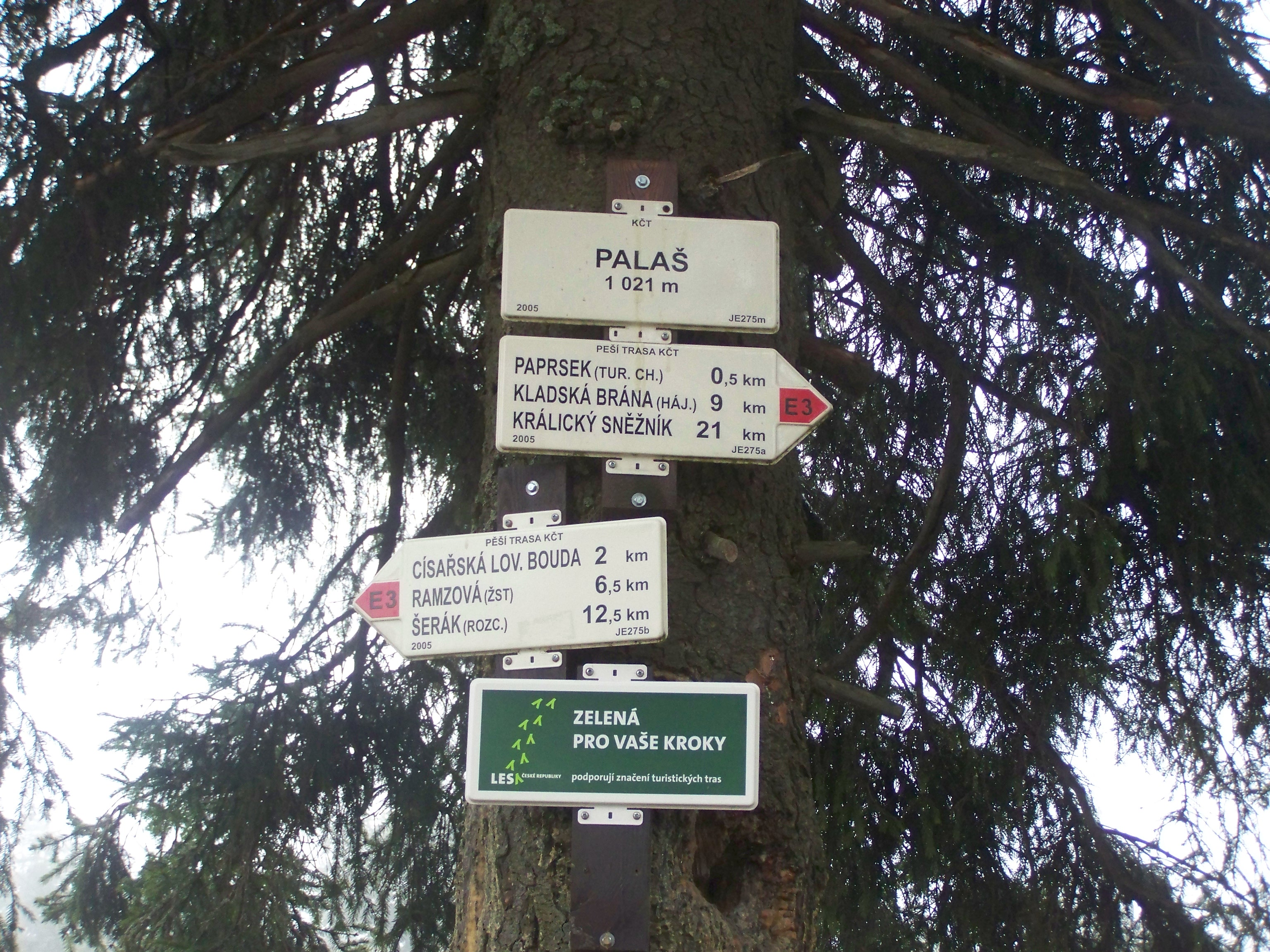
Szlaki na szczycie